# Рю, Томас де Ла
Томас де ла Рю (англ. Thomas de la Rue, 24 марта 1793 - 7 июня 1866) — печатник из Гернси, основатель крупнейшей в мире коммерческой компании De La Rue, специализирующейся на производстве специальной бумаги, которая используется для изготовления денежных банкнот и документов.

## Биография
Родился в Форесте  в Гернси в семье Елеазара де ла Рю (англ. Eleazar de la Rue) и Рейчел де ла Рю (англ. Rachael de la Rue, урожденная Allez). Томас де ла Рю работал подручным мастера-печатника в городе Сент-Питер-Порт в 1803 году.
Он начал свой бизнес с Томом Гринслейдом, вместе они основали газету «Le Publiciste». Вскоре после этого Томас де ла Рю основал свое собственное издание, «Le Miroir Politique».
В 1816 году он покинул Форест и переехал в Лондон, где сначала основал бизнес по изготовлению соломенных шляп. Затем в 1830 году вместе с Самуилом Корнишем (англ. Samuel Cornish) и Уильямом Годом (англ. William Rockі) он основал бизнес по «изготовление карт, горячее тиснение и эмалировка». В 1831 году, Томасу де ла Рю было предоставлено право печатать игральные карты. На следующий год была напечатана первая партия карт.
В 1837 г. его жена, два сына Уильям Фредерик (англ. William Frederick) и Уоррен Де ла Рю и старшая дочь были вовлечены в бизнес. В 1855 году Томас стал кавалером Ордена Почетного легиона. В 1858 году он ушел из De La Rue, вручив управление бизнесом своим сыновьям.
Томас де ла Рю умер в Лондоне в 1866 году.

## Семья
21 марта 1816 года Томас женился на Джейн Уоррен (17.06.1789 — 22.09.1858 гг.). У них было шесть дочерей и два сына: Мэри, Элизабет, Джорджиани, Луиза, Джейн, Уоррен и Уильям.

## Память
- В 1971 и 1993 годах — Почта Гернси (Guernsey Post) выпустила два комплекта почтовых марок в честь достижений Томаса де ла Рю.
- В Сент-Питер-Порт, Гернси, существует паб названный в честь Томаса де ла Рю.